# 강타의 작품 목록

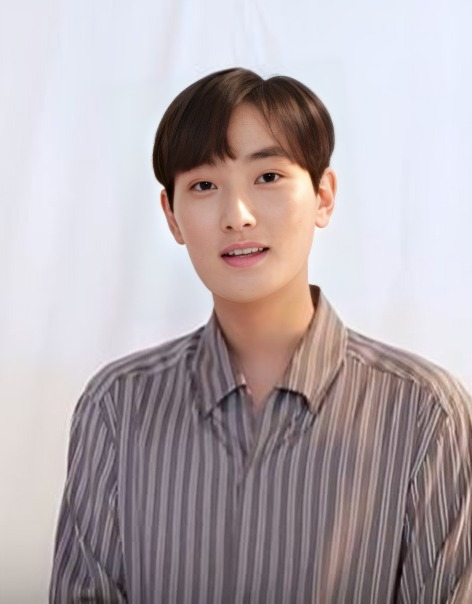
2018년 7월 30일, 강타

다음은 대한민국의 가수이자 배우인 강타의 음반 외의 작품 목록이다.

## 필모그래피

### 뮤지컬
| 공연일자                    | 제목                                   | 역할                                   | 장소                    | 비고           |
| --------------------------- | -------------------------------------- | -------------------------------------- | ----------------------- | -------------- |
| 2018년 10월 18일 ~ 2009년   | 건군 60주년 기념 뮤지컬 〈마인(MINE)〉 | 은호                                   | 전국 6개 도시 순회 공연 | 군복무 중 출연 |
| 2018년 8월 11일 ~ 10월 28일 | 매디슨 카운티의 다리                   | 로버트 킨케이드 (더블 캐스팅 : 박은태) | 샤롯데씨어터 공연       | 뮤지컬 데뷔작  |

### 드라마
| 연도   | 방송사               | 제목                               | 역할          | 비고        |
| ------ | -------------------- | ---------------------------------- | ------------- | ----------- |
| 2002년 | SBS                  | 오픈드라마 남과 여 - 해피 버스데이 |               | 단막극      |
| 2005년 | KBS2                 | 러브홀릭                           | 서강욱        |             |
| 2005년 | 중국 CCTV            | 마술기연                           | 진슈          | 중국 드라마 |
| 2007년 | 중국 CCTV            | 남재여모2                          | 장웨이        | 중국 드라마 |
| 2007년 | 중국 CCTV            | 특집극 - 정가네 여자들 경사났네    | 안치쉔        | 중국 드라마 |
| 2011년 | 대만 BTV 문예채널 등 | 제금 : 가면의 비밀                 | 중국황제 능선 | 중국 드라마 |
| 2012년 | 중국 SCTV            | 고추와 김치                        | 강우혁        | 중국 드라마 |
| 2012년 | JTBC                 | 해피 엔딩                          | 구승재        |             |

### 영화
| 연도   | 제목                                                   | 역할          | 비고                |
| ------ | ------------------------------------------------------ | ------------- | ------------------- |
| 2000년 | 평화의 시대                                            | 강타          | H.O.T. 주연 3D 영화 |
| 2002년 | 성냥팔이 소녀의 재림                                   | 톱가수 가준오 | 특별 출연           |
| 2002년 | 긴급조치 19호                                          | 본인          | 특별출연            |
| 2012년 | I AM.: SMTOWN LIVE WORLD TOUR in Madison Square Garden | 본인          | 다큐멘터리 영화     |
| 2012년 | 비밀화원                                               | 톱가수 오스카 | 중국 영화           |
| 2015년 | SMTOWN THE STAGE                                       | 본인          |                     |

## 방송

### 진행(MC)
| 연도   | 방송사     | 제목                                          | 역할    | 기간                | 비고                                    |
| ------ | ---------- | --------------------------------------------- | ------- | ------------------- | --------------------------------------- |
| 2002년 | SBS        | 토요일이 온다                                 | MC      | 1월 19일 ~ 3월 30일 | 문희준, 전진, 유진과 공동 진행          |
| 2003년 | SBS        | SBS 인기가요                                  | MC      | 2월 9일 ~ 8월 31일  | 유민과 공동 진행                        |
| 2007년 | SBS        | 2007 한국·베트남 수교 15주년 기념 특별 콘서트 | MC      | 7월                 | 박정아와 공동 진행                      |
| 2012년 | OLIVE      | 강타의 파스타 e 바스타                        | 단독 MC | 4월 26일 ~ 6월 14일 |                                         |
| 2013년 | KBS1       | 제 17회 한중가요제                            | 공동 MC | 11월 4일            | 이현주 아나운서와 공동 진행             |
| 2017년 | JTBC       | 갑자기 히어로즈                               | 공동 MC | 4월 15일 ~ 7월 1일  | 정준하, 이재훈, KCM, 주우재와 공동 진행 |
| 2018년 | 라이프타임 | 아이돌맘                                      | 단독 MC | 2월 1일 ~ 3월 29일  |                                         |
| 2018년 | MBC        | 내 인생의 노래 SONG ONE                       | 단독 MC | 8월 17일 ~ 10월 7일 |                                         |
| 2019년 | tvN        | 슈퍼히어러                                    | 히어러  | 6월 16일 ~ 8월 4일  |                                         |

### 텔레비전 프로그램
| 연도            | 방송사          | 제목                                                           | 역할               | 기간                          | 비고                           |
| --------------- | --------------- | -------------------------------------------------------------- | ------------------ | ----------------------------- | ------------------------------ |
| 2001년          | SBS             | 토요일은 즐거워 - 강타 컴백 스페셜                             | 게스트             | 8월 18일                      | 1시간 강타 컴백 특집           |
| 2001년          | KBS2            | 서세원쇼                                                       | 게스트             | 8월 21일                      |                                |
| 2001년          | MBC             | 일요일 일요일 밤에 - 게릴라 콘서트                             | 게스트             | 9월 16일                      |                                |
| 2001년          | KBS2            | 이소라의 프로포즈                                              | 게스트             | 10월 6일                      |                                |
| 2001년          | KBS2            | 슈퍼TV 일요일은 즐거워 - 출발 드림팀                           | 게스트             | 10월 14일                     |                                |
| 2001년          | KBS2            | 해피투게더 - 딱 걸렸어 토크                                    | 게스트             | 11월 15일                     |                                |
| 2001년          | KBS2            | TV는 사랑을 싣고                                               | 게스트             | 11월 18일                     | 376회                          |
| 2001년          | SBS             | 재미있는 TV천국 - 스타 연구위원회                              | 게스트             |                               |                                |
| 2001년          | SBS             | 송년특집 초특급 일요일 만세                                    | 게스트             | 12월 30일                     |                                |
| 2001년          | KBS2            | 중국문화 대탐험 - 한류가요제                                   | 심사위원           |                               |                                |
| 2002년          | SBS             | 스타 GO GO                                                     | 게스트             | 1월 19일                      |                                |
| 2002년          | MBC             | 한중 합동 콘서트 - 북경·서울의 밤                              | 게스트             | 9월 17일                      |                                |
| 2002년          | KBS2            | 스타 집현전                                                    | 게스트             | 10월 11일                     |                                |
| 2002년          | KBS2            | 슈퍼TV 일요일은 즐거워 - 출발 드림팀 2002년 왕중왕전 제2탄     | 게스트             | 12월 13일                     |                                |
| 2003년          | SBS             | 뷰티풀 선데이                                                  | 게스트             | 1월 17일                      |                                |
| 2003년          | KBS2            | 해피투게더 - 쟁반노래방                                        | 게스트             | 5월 22일                      | 80회                           |
| 2003년          | SBS             | 보야르 원정대                                                  | 게스트             | 7월 27일                      |                                |
| 2003년          | SBS             | 보야르 원정대                                                  | 게스트             | 8월 10일                      |                                |
| 2003년          | SBS             | 보야르 원정대                                                  | 게스트             | 9월 14일                      |                                |
| 2003년          | SBS             | 보야르 원정대                                                  | 게스트             | 10월 26일                     |                                |
| 2003년          | KBS2            | 윤도현의 러브레터                                              | 게스트             | 10월 25일                     | 76회                           |
| 2003년          | KBS2            | 해피투게더 - 쟁반노래방                                        | 게스트             | 11월 13일                     |                                |
| 2003년          | MBC             | 일요일 일요일 밤에 - 대단한 도전                               | 게스트             | 11월 16일                     |                                |
| 2003년          | KBS1            | 제 5회 한중가요제                                              | 게스트             | 12월 21일                     |                                |
| 2003년          | SBS             | 솔로몬의 선택                                                  | 게스트             |                               |                                |
| 2003년          | SBS             | 야심만만 만명에게 물었습니다                                   | 게스트             | 12월 22일                     | 43회                           |
| 2003년          | KBS2            | 비타민                                                         | 게스트             |                               |                                |
| 2003년          | SBS             | 한밤의 TV연예 - 스타 취중 토크                                 | 게스트             | 인터뷰                        |                                |
| 2004년          | SBS             | 스타의 전당                                                    | 핸드프린팅 참여    | 3월 21일                      | H.O.T. 멤버로 스타의 전당 입성 |
| 2004년          | SBS             | 야심만만 만명에게 물었습니다                                   | 게스트             | 4월 26일                      | 58회                           |
| 2005년          | MBC             | 일요일 일요일 밤에 - 주먹밥 콘서트                             | 게스트             | 3월 25일                      | 사상 최고 모금액 기록          |
| 2005년          | SBS             | 김윤아의 뮤직웨이브                                            | 게스트             | 8월 10일                      | 2회                            |
| 2006년          | SBS             | 일요일이 좋다 - X맨                                            | 게스트             | 4월 23일                      |                                |
| 2006년          | KBS2            | 해피투게더 프렌즈                                              | 게스트             | 5월 18일                      | 55회                           |
| 2006년          | SBS             | 김윤아의 뮤직웨이브                                            | 게스트             | 6월 2일                       | 39회                           |
| 2006년          | KBS2            | 상상플러스                                                     | 게스트             | 7월 18일                      | 87회                           |
| 2006년          | KBS2            | 해피선데이 - 여걸식스                                          | 게스트             | 7월 23일                      |                                |
| 2006년          | 중국 후난위성TV | 쾌락대본영                                                     | 게스트             | 9월                           |                                |
| 2006년          | SBS             | 야심만만 만명에게 물었습니다                                   | 게스트             | 10월 2일                      | 181회                          |
| 2008년          | SBS             | 웃음을 찾는 사람들 - 웅이 아버지                               | 게스트             | 3월 27일                      | 247회                          |
| 2008년          | KBS2            | 윤도현의 러브레터                                              | 게스트             | 3월 28일                      | 290회                          |
| 2008년          | SBS             | 일요일이 좋다 - 체인지                                         | 게스트             | 4월 6일                       | 8회                            |
| 2009년          | MBC             | 시사매거진 2580                                                | VCR 출연           | 10월 18일                     | 제8기동사단 군복무 공개        |
| 2010년          | MBC             | 세바퀴                                                         | 전화 연결          | 2월 20일                      | 46회                           |
| 2010년          | MBC             | 무릎팍도사                                                     | 게스트             | 7월 7일                       | 188회                          |
| 2012년          | 엠넷            | 보이스 코리아 시즌1                                            | 심사위원           | 2월 10일 ~ 5월 11일           |                                |
| 2012년          | KBS2            | 해피투게더 시즌3                                               | 게스트             | 5월 31일                      | 251회                          |
| 2012년          | tvN             | 백지연의 피플 INSIDE                                           | 게스트             | 6월 4일                       | 180회                          |
| 2013년          | 엠넷            | 보이스 코리아 시즌2                                            | 심사위원           | 2월 22일 ~ 5월 31일           |                                |
| 2013년          | MBC             | 나 혼자 산다                                                   | 고정 출연          | 7월 5일 ~ 9월 6일             |                                |
| 2013년          | tvN             | 현장토크쇼 TAXI                                                | 게스트             | 7월 15일                      | 298회                          |
| 2013년          | MBC             | 황금어장 라디오스타                                            | 게스트             | 9월 11일                      | 344회                          |
| 2013년          | KBS2            | 슈퍼독                                                         | 심사위원           | 10월 26일 ~ 12월 28일         |                                |
| 2013년 ~ 2014년 | 중국 스촨위성TV | 양천일야:1박2일                                                | 고정 출연          | 9월 13일 ~ 2014년             |                                |
| 2014년          | KBS2            | 연예가 중계                                                    | 인터뷰             | 10월 25일                     |                                |
| 2014년          | KBS2            | 불후의 명곡 전설을 노래하다 - 송창식 특집                      | 게스트             | 11월 22일 ~ 11월 29일         | 174회 ~ 175회                  |
| 2014년          | KBS2            | 불후의 명곡 전설을 노래하다 - 작곡가 故 이봉조 특집            | 게스트             | 12월 6일 ~ 12월 13일          | 176회 ~ 177회                  |
| 2014년          | KBS2            | 불후의 명곡 전설을 노래하다 - 양희은 특집                      | 게스트             | 12월 20일                     | 178회                          |
| 2015년          | 중국 CCTV       | 딩거룽둥창                                                     | 게스트             | 1월 4일                       |                                |
| 2015년          | 중국 CCTV       | 직통춘절만회                                                   | 게스트             | 1월                           |                                |
| 2015년          | KBS2            | 불후의 명곡 전설을 노래하다 - 이장희 특집                      | 게스트             | 1월 24일                      | 183회                          |
| 2015년          | KBS2            | 불후의 명곡 전설을 노래하다 - 작곡가 故 이영훈 특집            | 게스트             | 2월 14일                      | 186회                          |
| 2015년          | KBS2            | 불후의 명곡 전설을 노래하다 - 왕중왕전 쇼쇼쇼 별들의 귀환 특집 | 게스트             | 3월 14일                      | 190회                          |
| 2015년          | KBS2            | 불후의 명곡 전설을 노래하다 - 작곡가 길옥윤 특집               | 게스트             | 3월 28일                      | 192회                          |
| 2015년          | KBS2            | 불후의 명곡 전설을 노래하다 - 작곡가 박성훈&박현진 특집        | 게스트             | 4월 11일 ~ 4월 18일           | 194회 ~ 195회                  |
| 2015년          | KBS2            | 불후의 명곡 전설을 노래하다 - 故 배호 특집                     | 게스트             | 11월 7일                      | 224회                          |
| 2015년          | 중국 CCTV       | 2016 CCTV 춘절만회                                             | 게스트             | 12월 31일                     |                                |
| 2016년          | 후난위성TV      | 천천향상                                                       | 게스트             | 4월 15일                      |                                |
| 2016년          | ONSTYLE         | 매력티비 - 토니안TV                                            | 특별 출연          | 7월 11일 10월 3일 ~ 11월 10일 |                                |
| 2016년          | MBC             | 황금어장 라디오스타                                            | 게스트             | 7월 27일                      | 488회                          |
| 2016년          | tvN             | 노래의 탄생                                                    | 고정 패널          | 10월 5일 ~ 11월 23일          |                                |
| 2016년          | JTBC            | 아는 형님                                                      | 게스트             | 10월 29일                     | 48회                           |
| 2016년          | KBS2            | 배틀 트립                                                      | 게스트             | 10월 29일 ~ 11월 5일          | 25회 ~ 26회                    |
| 2016년          | MBC             | 휴먼다큐 사람이 좋다                                           | 게스트             | 10월 30일                     | 195회                          |
| 2016년          | JTBC            | 비정상회담                                                     | 게스트             | 10월 31일                     | 122회                          |
| 2016년          | tvN             | 수요미식회                                                     | 게스트             | 11월 2일                      | 90회                           |
| 2016년          | KBS2            | 유희열의 스케치북                                              | 게스트             | 11월 5일                      | 340회                          |
| 2016년          | KBS2            | 연예가 중계 - 게릴라 데이트                                    | 게스트             | 11월 12일                     |                                |
| 2016년          | JTBC            | 냉장고를 부탁해                                                | 게스트             | 12월 5일 ~ 12월 12일          | 101회 ~ 109회                  |
| 2016년          | 엠넷            | 양남자쇼                                                       | 전화 연결          | 12월 8일                      | 4회                            |
| 2016년          | MBC             | 일밤 - 복면가왕                                                | 연예인 판정단      | 12월 18일                     | 90회                           |
| 2016년          | MBC             | 일밤 - 은밀하게 위대하게                                       | 게스트             | 12월 18일                     | 3회                            |
| 2017년          | SBS             | 미운 우리 새끼                                                 | 특별 출연          | 2월 24일                      | 26회                           |
| 2017년          | tvN             | 편의점을 털어라                                                | 고정 출연          | 3월 13일 ~ 5월 15일           |                                |
| 2017년          | tvN             | 수요미식회                                                     | 게스트             | 3월 29일                      | 111회                          |
| 2017년          | 엠넷, tvN       | 너의 목소리가 보여4                                            | 게스트             | 4월 13일                      | 7회                            |
| 2017년          | 중화TV          | 삼국지 덕후콘서트                                              | 게스트             | 5월 22일                      | 1회                            |
| 2017년          | tvN             | 수요미식회                                                     | 게스트             | 5월 17일                      | 118회                          |
| 2017년          | SBS             | 미운 우리 새끼                                                 | 특별 출연          | 6월 4일                       | 39회                           |
| 2017년          | ONSTYLE         | 매력티비 - 다훈TV                                              | 특별 출연          | 7월 28일                      | 58회                           |
| 2017년          | 채널A           | 개밥 주는 남자 시즌2                                           | 고정 출연          | 7월 29일 ~ 10월 7일           |                                |
| 2017년          | SBS             | 판타스틱 듀오 시즌2                                            | 게스트             | 9월 17일 ~ 9월 24일           | 25회 ~ 26회                    |
| 2018년          | MBC             | 무한도전 토토가3 - H.O.T.                                      | H.O.T. 멤버로 출연 | 2월 17일 ~ 2월 24일           | 557회 ~ 558회                  |
| 2018년          | MBC             | 섹션TV 연예통신                                                | H.O.T. 멤버로 출연 | 2월 25일                      |                                |
| 2018년          | MBC every1      | 비디오스타                                                     | 전화 연결          | 3월 6일                       | 87회                           |
| 2018년          | JTBC            | 한끼줍쇼                                                       | 게스트             | 3월 21일                      | 74회                           |
| 2018년          | MBC             | 뜻밖의 Q                                                       | 게스트             | 5월 5일                       | 1회                            |
| 2018년          | JTBC            | 히든 싱어 5                                                    | 3라운드 탈락       | 6월 17일                      | 1회                            |
| 2018년          | tvN             | 비밀의 정원                                                    | 특별 출연          | 7월 14일                      | 8회                            |
| 2018년          | tvN             | 인생술집                                                       | 게스트             | 9월 6일                       | 87회                           |
| 2021년          | KBS1            | 시대를 바꾼 아티스트, 데뷔의 순간                              | 게스트             | 10월 17일                     | 4부                            |
| 2022년          | 채널S           | 신과 함께 시즌3                                                | 게스트             | 6월 10일                      | 10회                           |
| 2022년          | TV조선          | 식객 허영만의 백반기행                                         | 게스트             | 11월 18일                     | 176회                          |
| 2023년          | ENA             | NCT Universe : LASTART                                         | 특별심사위원       | 8월 31일, 9월 7일             | 6~7회                          |
| 2024년          | TV조선          | 진심누나                                                       | 게스트             | 11월 23일, 11월 30일          | 8~9회                          |
| 2024년          | tvN             | 출장 십오야                                                    | 게스트             | 11월 29일                     |                                |
| 2025년          | SBS             | K-POP 더 비기닝 : SMTOWN 30                                    | 게스트             | 1월 28일, 2월 1일             | 1~2회                          |

## 라디오 프로그램
| 연도            | 방송사     | 제목                           | 역할     | 기간                        | 비고  |
| --------------- | ---------- | ------------------------------ | -------- | --------------------------- | ----- |
| 2002년          | KBS FM     | 강타의 자유선언                | 단독 DJ  | 3월 4일 ~ 10월 20일         | 첫 DJ |
| 2002년 ~ 2003년 | KBS FM     | 강타, 신혜성의 자유선언        | 더블 DJ  | 10월 21일 ~ 2003년 4월 20일 |       |
| 2016년 ~ 2018년 | MBC 표준FM | 강타의 별이 빛나는 밤에        | 단독 DJ  | 6월 6일 ~ 2018년 7월 8일    |       |
| 2016년          | MBC FM4U   | 굿모닝FM 노홍철입니다          | 전화연결 | 6월 29일                    |       |
| 2016년          | MBC FM4U   | 정오의 희망곡 김신영입니다     | 게스트   | 11월 3일                    |       |
| 2016년          | SBS 러브FM | 박소현의 러브게임              | 게스트   | 11월 12일                   |       |
| 2016년          | SBS 러브FM | 윤형빈 양세형의 투맨쇼         | 게스트   | 11월 14일                   |       |
| 2016년          | KBS CoolFM | 정재형 문희준의 즐거운 생활    | 게스트   | 12월 8일                    |       |
| 2018년          | MBC FM4U   | 양지열의 시선집중              | 전화연결 | 2월 19일                    |       |
| 2018년          | MBC FM4U   | 안영미, 최욱의 에헤라디오      | 게스트   | 3월 1일                     |       |
| 2018년          | SBS 파워FM | 최화정의 파워타임              | 게스트   | 8월 21일                    |       |
| 2019년          | MBC 표준FM | 산들의 별이 빛나는 밤에        | 게스트   | 3월 17일                    |       |
| 2019년          | SBS 러브FM | 신혜성의 음악 오디세이         | 게스트   | 7월 15일                    |       |
| 2022년          | FLO        | 지금 당신의 음악, 박선영입니다 | 게스트   | 4월 12일                    |       |
| 2022년          | MBC FM4U   | 정오의 희망곡 김신영입니다     | 게스트   | 9월 15일                    |       |
| 2022년          | KBS CoolFM | 박명수의 라디오쇼              | 게스트   | 9월 17일                    |       |

## 광고
| 연도   | 기업명           | 제품명         | 종류          | 국가     | 공동 출연      |
| ------ | ---------------- | -------------- | ------------- | -------- | -------------- |
| 2001년 | KTF              | 매직엔         | 이동통신      | 대한민국 | 김민희         |
| 2001년 | (주)엘리트베이직 | 엘리트학생복   | 학생복        | 대한민국 |                |
| 2001년 | (주)파크랜드     | 크렌시아       | 의류          | 대한민국 | 문희준         |
| 2002년 | 중국 오우더리    | 중국 오우더리  | 음료          | 중국     |                |
| 2002년 | UCLA 의류        | UCLA 의류      | 의류          | 대한민국 |                |
| 2003년 | (주)대원         | 아이비클럽     | 학생복        | 대한민국 | 이지훈, 신혜성 |
| 2006년 | Need Join        | Need Join      | 레저복 브랜드 | 중국     |                |
| 2007년 | 博世乌(박세조)   | 博世乌(박세조) | 스포츠 용품   | 중국     |                |
| 2017년 | (주)그라비티     | 라그나로크R    | 모바일 게임   | 대한민국 |                |

### 뮤직비디오
- 2001년 유영진 3집 - 지애(之愛)[1]
- 2001년 송광식 2집 - Dreams of Heaven, The Poem

## 포토북
- Sentimental Journey : Photo Book (2005년 6월 20일)

## 홍보대사
| 연도            | 홍보대사명                             | 비고        |
| --------------- | -------------------------------------- | ----------- |
| 2003년          | 서울시 HI Seoul 홍보대사               | [ 2 ]       |
| 2006년          | 제1회 동아시아 공연예술제 명예홍보대사 | [ 3 ]       |
| 2006년          | A3 챔피언스컵 2006 대회 홍보대사       | [ 4 ]       |
| 2006년 ~ 2007년 | 한·중 문화교류홍보대사                 | [ 5 ]       |
| 2010년          | 제3회 세계인의 날 홍보대사             | [ 6 ]       |
| 2015년          | 서울시 명예관광 홍보대사               | [ 7 ] [ 8 ] |

## 같이 보기
- 강타의 음반 목록
- 강타의 콘서트 투어 목록
- 강타의 수상 및 후보 목록